# Balanța de plăți
Balanța de plăți externe (deseori prescurtată până la balanță de plăți) este un sistem de conturi care cuprinde sinteza tranzacțiilor economice și financiare ale unei economii (de regulă, a unei țări) cu restul lumii, pe o anumită perioadă (de regulă, un an).

## Componente
Contul curent indică valoarea netă a venitului unei țări dacă este în excedent sau dacă este în deficit, dacă este în exces. Este suma balanței comerciale (câștigurile nete asupra exporturilor minus plățile pentru import), veniturile din factori (câștigurile din investițiile străine minus plățile efectuate investitorilor străini) și transferurile unilaterale. Aceste elemente includ transferuri de bunuri și servicii sau active financiare între țara de origine și restul lumii. Plățile de transfer privat se referă la cadouri făcute de către persoane fizice și instituții neguvernamentale străinilor. Transferurile guvernamentale se referă la cadouri sau granturi acordate de un guvern rezidenților străini sau guvernelor străine. Când veniturile din investiții și transferurile unilaterale sunt combinate cu soldul bunurilor și serviciilor, ajungem la soldul contului curent. Se numește contul curent deoarece acoperă tranzacțiile din "aici și acum" - cele care nu dau naștere unor pretenții viitoare.

## Structura balanței de plăți
Conform definiției propuse de către Fondul Monetar Internațional, balanța de plăți cuprinde „Contul curent” și „Contul de capital și financiar”, cel din urmă uneori fiind reprezentat ca două conturi diferite, respectiv „Contul de capital” și „Contul financiar”.

## Mecanisme ale balanței
Una dintre cele trei funcții fundamentale ale unui sistem monetar internațional este de a oferi mecanisme de corectare a dezechilibrelor.
În general, există trei metode posibile de corectare a dezechilibrelor balanței de plăți. Aceste metode sunt ajustări ale cursurilor de schimb; ajustarea prețurilor interne ale unei națiuni împreună cu nivelul de cerere al acesteia; și ajustarea bazată pe reguli. Îmbunătățirea productivității și, prin urmare, a competitivității pot contribui, de asemenea, la creșterea dorinței exporturilor prin alte mijloace, deși se presupune că o țară încearcă mereu să-și dezvolte și să vândă produsele în cele mai bune condiții.